# Божі краплі (серіал)
Божі краплі (фр. Les Gouttes de Dieu; яп. 神の雫, латиніз.: Kami no Shizuku) — франко-американо-японський телевізійний серіал, створений Куок Данг Чан, режисер Одед Раскін і головні ролі Томохіса Ямашіта та Флер Джеффріє. Серіал заснований на однойменній серії манги, написаній Тадаші Агі та проілюстрований Шу Окімото. У центрі серіалу — змагання за спадщину маєтку та його величезної колекції вин між спадкоємицею та зірковою ученицею відомого енолога, який помер. Однак перша відчуває серйозні побічні ефекти, пов’язані з травмою в дитинстві, а сім’я другої ускладнює процес.
Прем’єра «Краплі Бога» відбулася 21 квітня 2023 року на Apple TV+.  У травні 2024 року серіал продовжили на другий сезон. 

## Конспект
Коли помирає винний авторитет Олександр Леже, він залишає найкращу у світі приватну колекцію вин і розгалужений маєток у Токіо. Перш ніж його відчужена дочка Камілла зможе претендувати на свою спадщину, вона повинна битися з протеже Олександра, Іссеєм, у серії випробувань, пов’язаних із вином.

## Акторський склад
- Томохіса Ямасіта — Іссей Томіне
- Флер Жеффріє — Каміль Леже
- Том Возничка в ролі Томаса Шасангре
- Стенлі Вебер — Александр Леже
- Лука Терраччано в ролі Лоренцо
- Дієго Рібон — Лука Інглезе
- Азуса Окамото — Юріка Катасе
- Гюстав Керверн — Філіп Шасангре
- Сесіль Буа — Маріанна Леже
  - Марго Шательє — молода Маріанна
- Макіко Ватанабе — Хонока Томіне
  - Нанамі Камеда в ролі молодої Хоноки
- Сатоші Нікайдо в ролі Хірокадзу Томіне
  - Котару Учіяма — молодий Хірокадзу
- Антуан Шаппі в ролі Таліона
- Масане Цукаяма — Нобору Томіне
- Лідія Вітале — Елізабетта Фоссаті
- Кіоко Такенака в ролі Міябі

## Рецепція
На сайті-агрегаторі рецензій Rotten Tomatoes 100% з 25 відгуків критиків є позитивними, із середньою оцінкою 8,2/10. Консенсус на сайті такий: «Сага про безжальну конкуренцію з нотками прохолодного інтелекту, «Краплі Бога» - це витончена розвага, яка неодмінно задовольнить вишукані смаки".

## Інші засоби масової інформації

### Відеогра
У 2024 році Softstar отримала права на перетворення фільму у відеогру. Дія гри відбувається у виноробному регіоні Бургундія, Франція. Він є продовженням Hundred Days - Winemaking Simulator на ПК. 